# Gurshevi
Gurshevi (en georgiano: ღურშევი; en ruso: Гуршеви) o Kadisar (en osetio: Хъæдысæр) fue un pueblo que pertenece a la parcialmente reconocida República de Osetia del Sur, parte del distrito de Dzau, aunque de iure pertenece al municipio de Oni de la región de Racha-Lechjumi y Baja Esvanetia de Georgia.

## Geografía
Gurshevi está ubicado en la margen izquierda del río Chanchaji (afluente izquierdo del Rioni), a 53 km de Tsjinvali y a 84 km a Vladikavkaz.  

## Historia
Según los mapas de la época del Imperio ruso, el pueblo se llamaba Turshevi y pertenecía al uyezd de Racha de la gobernación de Kutaisi.
El 25 de febrero de 1921, se formó la República Socialista Soviética de Georgia y el 12 de marzo de 1922, se formó en Transcaucasia la República Federativa Socialista Soviética de Transcaucasia, que incluía a la República Socialista Soviética de Georgia, como parte de la URSS. En 1921, Serguéi Kírov se quedó en el pueblo en la casa de Iván Ailarov.
En abril de 1922, se formó el Óblast autónomo de Osetia del Sur como parte de la RSSG y el pueblo pasó a formar parte de la región de Kudaro. Más tarde, en la década de 1940, el distrito de Kudaro se disolvió y su territorio pasó a formar parte del distrito de Yava del ókrug autónomo de Osetia del Sur. A mediados del siglo XX, varias familias osetias vivían en el pueblo pero en 1984, el pueblo ya no estaba marcado en los mapas, aunque quedan algunos edificios.
El territorio de la aldea de Gurshevi fue el último en quedar bajo el control de las autoridades de Osetia del Sur después de la guerra ruso-georgiana de 2008. El 10 de junio de 2009, el ejército georgiano abandonó la zona y voló el puente de Nikolaevsk, ubicado al este del pueblo y que conecta Gurshevi con Rusia a lo largo de la carretera militar osetia. Pero más tarde el puente fue restaurado y el ejército georgiano volvió a tomar el control de este territorio. Ahora el asentamiento está abandonado.

## Infraestructura

### Transporte
La carretera militar osetia pasa por el pueblo, que no tiene conexión directa con el sistema de transporte por carretera de Osetia del Sur.